# Кляйнівська група
У математиці, кляйнівська група — дискретна підгрупа групи перетворення Мебіуса. Ця група, що позначається як PSL(2, C), є фактор-групою комплексних матриць розмірності 2 на 2 з визначником один в центрі, який складається з одиничної матриці і їх добутку, помноженому на -1. Група PSL(2, C) має декілька природніх представлень: як конформна трансформація сфери Рімана; як трьохвимірний ізометричний гіперболічний простір {\displaystyle H^{3}}, що зберігає орієнтацію; як конформна трансформація відкритої одиничної сфери {\displaystyle B^{3}}, що зберігає орієнтацію, в {\displaystyle R^{3}}. Отож, кляйнівська група може бути представлена як дискретна підгрупа, що діє на одному із вищенаведених просторів.